# Angry Birds Star Wars
Angry Birds Star Wars (с англ. — «Злые птицы: Звёздные войны») — компьютерная игра в жанре головоломки, спин-офф серии Angry Birds. Игра посвящена и сделана по мотивам оригинальной трилогии фильма «Звёздные войны». Была выпущена 8 ноября 2012 года. Это пятая игра из основной серии (исключая Bad Piggies). 18 сентября 2013 года вышло продолжение для трилогии приквелов — Angry Birds Star Wars II.
Персонажи серии принимают образ героев фильма. Геймплей аналогичен классической игре, история повествуется в виде катсцен, стилизованных под небольшой комикс.
12 июня 2019 года приложение было удалено из магазинов Google Play и AppStore.

## Эпизоды
Angry Birds Star Wars состоит из девяти эпизодов: «Татуин», «Звезда Смерти», «Хот», «Путь Джедая», «Облачный город», Миссии Бобы Фетта, «Луна Эндора», «Вторая Звезда Смерти» и Бонусы Золотого Дроида.

## Angry Birds Star Wars Facebook
Angry Birds Star Wars Facebook — версия Angry Birds Star Wars, имеющая небольшие отличия от оригинала и адаптированная для сети Facebook. Вышла 17 декабря 2012 года и была закрыта 3 марта 2014. В игре присутствовали еженедельные турниры. Всего уровней турнира пять, следующие открывались по прохождении определённого времени.

## Отзывы
| Сводный рейтинг       | Сводный рейтинг |
| Агрегатор             | Оценка          |
| --------------------- | --------------- |
| GameRankings          | 88,20 %         |
| Metacritic            | 88/100 (iOS)    |
| Русскоязычные издания |                 |
| Издание               | Оценка          |
| PlayGround.ru         | 69/100          |
| Riot Pixels           | 8,7/10          |
| StopGame.ru           | Похвально       |

На сайте Metacritic рейтинг версии игры для iOS составляет 88 баллов из 100 возможных на основе 22 рецензий. По итогам 2012 года Angry Birds Star Wars была номинирована в категориях «Лучшая мобильная физическая головоломка» и «Лучшая мобильная игра» от сайта IGN.